# اویستر بی (نیو ساوت ولز)
اویستر بی (به انگلیسی: Oyster Bay) یک حومه شهر در استرالیا است که در نیو ساوت ولز واقع شده‌است.